# كزوارينة ساحلية
كزوارينة ساحلية (الاسم العلمي:Casuarina litorea) هي نوع غير مؤكد من النباتات تتبع جنس الكزوارينة من الفصيلة الكزوارينية. تم وصف هذا النوع من النبات علمياً لأول مرة من قبل غورغ ابرهارد رمفيوس سنة 1750.